# Анісімова Віра Василівна
Віра Василівна Анісімова  (рос. Вера Васильевна Анисимова; 25 травня 1952) — радянська легкоатлетка, олімпійська медалістка.

## Виступи на Олімпіадах
| Олімпіада     | Дисципліна              | Місце     |
| ------------- | ----------------------- | --------- |
| Монреаль 1976 | біг на 100 метрів       | 6 h1 r3/4 |
| Монреаль 1976 | естафета 4 x 100 метрів | 3         |
| Москва 1980   | біг на 100 метрів       | 5 h1 r3/4 |
| Москва 1980   | естафета 4 x 100 метрів | 2         |